# Mota de Mossellons
La Mota de Mossellons era un castell medieval d'estil romànic del segle x situat en el poblat de Mossellons, actualment del municipi d'Elna, a la comarca del Rosselló (Catalunya del Nord).
Era situada a uns 50 metres del Camí de Carlemany i a pocs metres de l'antic camí que unia el poble de Vila-rasa i l'estany de Sant Nazari amb Elna. Actualment quedaria a uns 500 metres a llevant del Mas Ermengol. Hi existia l'església de Santa Maria de Mossellons.
Mossellons és documentat des del 914, i el 1050 és tornat a citar, ara com a alou. Era el centre d'un petit domini tributari dels senyors de Canet, ja des d'abans que aquests esdevinguessin vescomtes. La família Mossellons és documentada al segle xiii: Guillem de Mossellons (1211) i Bernat de Mossellons (1260).
Mossellons és esmentat com a cellera el 1266, que pot correspondre a la mota o a un espai sota seu. El castell apareix en un document del 1306, quan Guillem de Puig esmenta el seu castell de Mossellons, i el 1312, quan Pere de Puig, tots dos amb la categoria de donzells, confirma tenir el castell de Mossellons en feu de Guillem de Canet. En el document del 1266 s'hi esmenten dos carrers clarament definits, un amb el nom d'un propietari (Trules), i l'altre com a carrer del Fossat.
En l'actualitat no sembla reconèixer-s'hi res, però hi ha una descripció anònima del segle xix que en parla: el recinte, d'acord amb el qual hom pot jutjar pels vestigis de murs que encara hi ha, formava un quadrilàter irregular d'aproximadament vint metres de costat. Relata també l'existència de restes d'obra i d'un pou. En un cadastre d'època napoleònica hi ha un traç puntejat que dibuixa una el·lipse bastant arrodonida.
En els darrers anys nombroses obres d'anivellament n'han fet desaparèixer tota mena de rastre.